# Asamblea Legislativa Departamental de Santa Cruz
La Asamblea Legislativa Departamental de Santa Cruz es el órgano legislativo unicameral del Gobierno Autónomo Departamental de Santa Cruz en Bolivia. Está compuesto por 28 asambleístas electos mediante sufragio universal directo, los cuales representan al pueblo cruceño.

## Historia
La Asamblea Legislativa Departamental de Santa Cruz se constituye en 2008, tras aprobarse el Estatuto Autonómico Departamental en el Referéndum autonómico del 4 de mayo, cuyos resultados no serían válidos según la Corte Nacional Electoral.
Juan Carlos Parada Landívar, Consejero por la Provincia Sara, fungió como su primer presidente. Parada sancionó y el Gobernador Rubén Costas promulgó la Ley Departamental N° 001 del 15 de mayo de 2008, ley que establecía pautas para la transición jurídica de las instituciones gubernamentales cruceñas al nuevo modelo autonómico. Este incidente desató posteriormente un juicio contra Costas y sus colaboradores.
El Estatuto Autonómico fue declarado inconstitucional y fue sometido a diversas modificaciones. La Constitución Política del Estado del 2009 definió transitoriamente las atribuciones de todas las Asambleas Legislativas Departamentales hasta que los departamentos promulguen sus Estatutos Autonómicos. La asamblea cruceña promulgó el Estatuto Autonómico Departamental de Santa Cruz en 2018.

## Funciones
La principal función de la Asamblea es ejercer la potestad legislativa del departamento, que incluye la aprobación de leyes y de los presupuestos.
Las funciones de la ALD se explicitan en el artículo 16 del Estatuto Autonómico Departamental:

ARTÍCULO 16 (ATRIBUCIONES) .- La Asamblea Legislativa Departamental tiene las siguientes atribuciones: 
 1) Legislar sobre todas las materias de competencia exclusiva que correspondan al Gobierno Autónomo Departamental de Santa Cruz. 
 2) Desarrollar la legislación básica nacional en aquellas materias de competencia compartida con el Estado Nacional.  
 3) Aprobar la creación de impuestos, tasas y contribuciones especiales con carácter departamental. 
 4) Aprobar la transferencia y/o delegación de competencias. 
 5) Aprobar el Plan Operativo Anual y la Ley del Presupuesto Departamental. 
 6) Autorizar a la Gobernadora o Gobernador la contratación de créditos públicos y enajenación de bienes.  
 7) Aprobar los planes de desarrollo económico y social en la jurisdicción Departamental. 
 8) Aprobar los acuerdos o convenios intergubernamentales a ser suscritos por el Gobierno Autónomo Departamental de Santa Cruz, con el nivel central del Estado y/o las entidades territoriales autónomas. 
 9) Aprobar los acuerdos o convenios internacionales de interés departamental suscritos por el Gobierno Autónomo Departamental, siempre que éstos impliquen una carga económica al tesoro departamental y/o impliquen contratación de crédito público externo. 
 10) Fiscalizar a la Gobernación y a las instituciones públicas, mixtas, descentralizadas, desconcentradas y autárquicas que administren recursos departamentales. A tal efecto, podrán crearse 
comisiones especiales de investigación o atribuirse esta facultad a las comisiones permanentes. 
 11) Interpelar, a iniciativa de al menos una o una asambleísta, a las o los Secretarios Departamentales y acordar la censura de sus actos por dos tercios (2/3) de los votos de sus miembros. 
 12) Regular y aprobar la iniciativa y convocatoria de consultas y referendos departamentales en las materias de competencia departamental, previo cumplimiento de los requisitos establecidos por ley.
13) Aprobar su Reglamento Interno y su Reglamento de Debates.
14) Nombrar a su Presidenta o Presidente y su directiva.
Estatuto Autonómico Departamental de Santa Cruz

## Sede
El Hemiciclo de la Asamblea Legislativa Departamental de Santa Cruz está ubicado en la sede de la Gobernación en la Avenida Omar Chávez Ortiz esq. Pozo.

## Composición

### Composición de la Directiva
| Cargo                  | Titular                        | Partido/Representación    |
| ---------------------- | ------------------------------ | ------------------------- |
| Presidente             | Zvonko Matkovic Ribera         | Creemos                   |
| Vicepresidente primero | Óscar Nelson Feeney Krause     | Creemos                   |
| Vicepresidenta segunda | Carmen Muriel Cruz Claros      | Movimiento al Socialismo  |
| Secretaria general     | Jessica Paola Aguirre Melgar   | Creemos                   |
| Primera vocal          | Yelly Baldivieso Mayser        | Creemos                   |
| Segunda vocal          | Keila Fernanda García Milhomen | Creemos                   |
| Tercer vocal           | Ramiro Valle Mandepora         | Representante IOC Guaraní |

### Composición de escaños
La Asamblea está formada por 28 asambleístas, al amparo de lo establecido por el Parágrafo I, Artículo 12 del Estatuto Autonómico Departamental. 
- 8 asambleístas partidarios por población o plurinominales, electos por sufragio universal.
- 15 asambleístas partidarios por territorio o uninominales, 1 por provincia, electos por sufragio universal,
- 5 representantes no partidarios de las Naciones y Pueblos Indígena Originario Campesinos ayoreo, chiquitano, guaraní, guarayo y yuracaré mojeño; electos por normas y procedimientos propios.